# Jessica Watkins
Jessica Watkins   (Gaithersburg, 14 de maig de 1988) és una astronauta, geòloga, aquanauta i exjugadora internacional de rugbi de la NASA. Watkins es va anunciar com la primera dona negra que completarà una missió a llarg termini de l'Estació Espacial Internacional l'abril de 2022.

## Primera vida i educació
Jessica Watkins va néixer el 14 de maig de 1988 a Gaithersburg, Maryland, filla de Michael i Carolyn Watkins. La seva família es va traslladar a Lafayette, Colorado, on es va graduar a la Fairview High School. Va obtenir una llicenciatura en ciències geològiques i ambientals a la Universitat Stanford. Allà va ser membre de l'equip de rugbi. Després de Stanford, Watkins va aconseguir un doctorat en geologia a la Universitat de Califòrnia, Los Angeles. La seva recerca de postgrau, sota la supervisió del professor An Yin, es va centrar en els mecanismes d'emplaçament per a esllavissades de terra a Mart i la Terra, inclòs l'efecte de l'activitat de l'aigua. Abans de la seva selecció com a candidata a astronauta, Watkins va ser becària postdoctoral a l'Institut Tecnològic de Califòrnia, on també va ser entrenadora assistent de l'equip femení de bàsquet.

## Carrera de rugbi
Watkins va començar a jugar al rugbi durant el seu primer any a Stanford i va romandre a l'equip durant quatre anys. L'any 2008, durant el seu segon any, va formar part de l'equip campió nacional de la I Divisió. Tant el 2008 com el 2010, Watkins es va convertir en membre del First Team Collegiate Rugby All-American. És una antiga jugadora de rugbi de l'equip nacional femení nord-americà per a sets, i va jugar amb els USA Eagles en el seu tercer lloc a la Copa del Món de Rugbi Sevens de 2009. Durant la Copa del Món va ser la màxima anotadora d'assajos de l'equip nord-americà.

## Carrera de la NASA

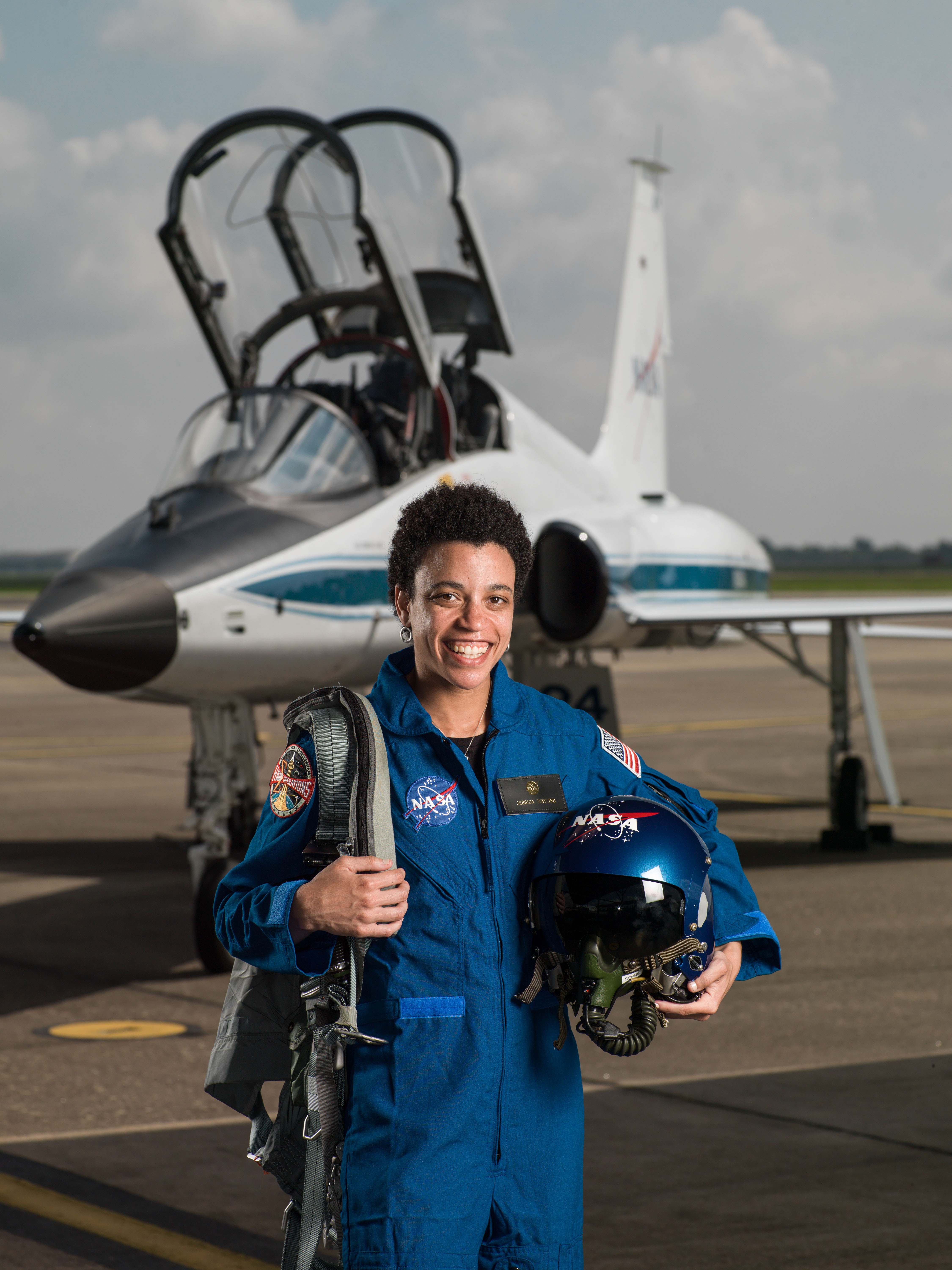
Watkins com a candidata a astronauta de la NASA el juny de 2017

Com a estudiant de grau, Watkins va treballar al Centre de Recerca Ames per donar suport a l'aterratge Mars Phoenix i a les proves de perforació del prototip de Mart. El 2009, va ser geòloga en cap de la NASA Spaceward Bound Crew 86 a la Mars Desert Research Station. Com a estudiant de postgrau, va treballar al Jet Propulsion Laboratory en el projecte NEOWISE per estudiar asteroides propers a la Terra. Watkins també va treballar en la planificació del rover de Mart Curiosity. El 2011, Watkins va ser membre de l'equip d'operacions científiques per a una missió analògica. Ha treballat com a planificadora del rover Mars 2020 i d'una missió de retorn de mostres de Mart, i va ser membre de l'equip científic per a una missió analògica d'Estudis de Tecnologia i Recerca del Desert. Com a becària postdoctoral a Caltech i com a col·laboradora de l'equip científic del Laboratori de Ciències de Mart, va participar en la planificació diària de les activitats del rover de Mart i utilitza les seves dades d'imatge combinades amb dades orbitals per investigar l'estratigrafia, la geologia i la geomorfologia de Mart.
El juny de 2017, Watkins va ser seleccionada com a membre del Grup d'Astronautes 22 de la NASA i va començar la seva formació de dos anys a l'agost. El desembre de 2020, va ser seleccionada per formar part de l'equip Artemis per tornar els humans a la Lluna. L'any 2025 seria la data objectiu de la missió d'aterratge lunar tripulat. El novembre de 2021, es va convertir en la quarta astronauta del Grup 22, i la primera dona negra, a rebre una missió de llarga durada a l'Estació Espacial Internacional (ISS) després de ser escollida com a membre final de SpaceX Crew-4, que es va llançar l'abril 2022. Fou la primera vegada de Watkins a l'espai. Ella serví com a especialista en missió per a la missió de sis mesos. El seu paper va consistir a observar i fotografiar els canvis geològics a la Terra, així com altres investigacions sobre les ciències de la Terra i l'espai, la ciència biològica i els efectes dels vols espacials de llarga durada en els humans.

### NEEMO 23
Watkins va participar en la missió NEEMO 23 del 10 al 22 de juny de 2019. Aquesta missió va provar tecnologies i objectius per a missions a l'espai profund i exploracions lunars al fons marí. La missió NEEMO de Watkins va ser la primera d'aquest tipus que comptava amb un equip d'investigació format per dones dirigit per l'astronauta italiana Samantha Cristoforetti.

## Vida personal
Els pares de Watkins viuen a Lafayette, Colorado. Les seves aficions inclouen el futbol, el rugbi, l'escalada, l'esquí i l'escriptura creativa.

## Premis i honors
Watkins ha rebut nombrosos premis per la seva carrera, èxits acadèmics i esportius, incloent-hi:
- Dia de Jessica Watkins, 19 d'abril de 2022, ciutat de Lafayette, Colorado[18]
- Premi Stanford Earth d'antics alumnes d'inici a mitja carrera, 2018[19]
- Beca postdoctoral de la Càtedra de la Divisió de Ciències Geològiques i Planetàries de Caltech, 2015[1][2]
- Beca postdoctoral, Aliança de Califòrnia per a l'Educació de Postgrau i el Professorat (AGEP), 2015[2]
- Premi a l'assoliment del grup de la NASA, equip de ciència i operacions de la primera missió del laboratori científic de Mart, 2015[2]
- Beca Harold i Mayla Sullwold per a l'excel·lència acadèmica i la recerca original excepcional, Departament de Ciències de la Terra i l'Espai de la UCLA, 2012[2]
- Beca de recerca de postgrau en geociències, National Science Foundation, 2012[2]
- Premi per a la investigació de la diversitat en les minories de geociències, Geological Society of America, 2011[20]
- Premi del canceller, UCLA, 2010[2]
- Beca del Consorci de Beques Espacials de Califòrnia, 2010[2]
- Campiona nacional de rugbi universitari de la Divisió I, Rugbi femení de Stanford, 2008[2]
- USA Rugby Collegiate All-American, 2008-2010[2]
- Semifinalista de la Copa del Món de Rugbi Femení a set, USA Eagles, 2009[2]